# Aeroportul Dobo
Aeroportul Dobo (IATA: DOB, ICAO: WAPD) este un aeroport din Kepulauan Aru⁠(d), Maluku⁠(d), Indonezia.
Situat la o altitudine de 17 m, aeroportul dispune de o singură pistă. Este operat de Kementerian Perhubungan Indonesia⁠(d).